# Холм Жирковски рејон
Холм Жирковски рејон (рус. Холм-Жирковский район) административно-територијална је јединица другог нивоа и општински рејон на северу Смоленске области, у европском делу Руске Федерације.
Административни центар рејона је варошица Холм Жирковски. Према проценама националне статистичке службе, на подручју рејона је 2014. живело 9.883 становника или у просеку 5,5 ст/км².

## Географија
Холм Жирковски рејон обухвата територију површине 2.033,4 км² и на 11. је месту је по површини међу рејонима Смоленске области. Граничи се са Новодугиншким рејоном на истоку и са Сафоновским рехјоном на југу. На западу и северозападу су Духовшчински и Јарцевски рејони, док је на крајњем југоистоку уски гранични појас са Вјаземским рејоном. На северу су рејони Тверске области.
Основна карактеристика рељефа овог рејона је низијски рељеф са учесталим појавама замочварених подручја. Доминирају земљишта подзоластог типа. Најважнији водотоци су Дњепар и Вјазма.

## Историја
Године 1861. основан је Холм Жирковски округ Смоленске губерније, у чији састав је улазило 20 сеоских заједница. Округ је постојао све до 1929. када га је заменила садашња територијална јединица.
Године 1961. територија овог рејона је територијално проширена пошто су у његов састав ушли делови расформираног Дњепарског рејона. Рејон је привремено расформиран 1963, а његова територија присаједињена Сафоновском рејону. Поново је успостављен 1965. године.

## Демографија и административна подела
Према подацима пописа становништва из 2010. на територији рејона је живело укупно 10.717 становника, а око трећина популације је живела у административном центру. Према процени из 2014. у рејону је живело 9.883 становника, или у просеку 5,5 ст/км².
| 1959. | 1979. | 1989.  | 2002.  | 2010.  | 2014.  |
| ----- | ----- | ------ | ------ | ------ | ------ |
| ---   | ---   | 15.966 | 12.815 | 10.717 | 9.883* |

Напомена: према процени националне статистичке службе.
На територији рејона постоје укупно 177 сеоских и једно градско насеља, подељених на 14 сеоских и једну урбану општину. Административни центар рејона је варошица Холм Жирковски у којем је 2014. живело 3.308 становника.